# Christine Strube
Christine Strube (* 14. Februar 1943 in Senftenberg, Niederlausitz) ist eine deutsche Byzantinische Archäologin.

## Leben
Christine Strube studierte Klassische Archäologie, Alte Geschichte und Klassische Philologie in Köln, Bonn und Frankfurt sowie Byzantinistik in München. 1970 wurde sie mit der Arbeit Die westliche Eingangsseite der Kirchen von Konstantinopel in justinianischer Zeit. Architektonische und quellenkritische Untersuchungen in München zum Dr. phil. promoviert. Mit Hilfe von Stipendien konnte sie in den Jahren 1971 bis 1976 in Nordsyrien (»Tote Städte«) Forschungen zur frühbyzantinischen Architektur und Baudekoration durchführen und habilitierte sich 1977 an der Universität München. Nach einem Forschungsstipendium der DFG von 1977 bis 1979 lehrte sie von 1980 bis zu ihrer Emeritierung 2009 als Professorin an der Universität Heidelberg (seit 1987 C 3) Christliche Archäologie bzw. Byzantinische Archäologie und Kunstgeschichte. Von 1996 bis 2010 forschte sie im zentralsyrischen al-Andarin, dem antiken Androna.
Sie ist ordentliches Mitglied des Deutschen Archäologischen Instituts und war von 1997 bis 2010 Fachvertreterin für Christliche Archäologie in seiner Zentraldirektion. Ihre Forschungsschwerpunkte waren die Zusammenhänge von Architektur und Liturgie, besonders in Konstantinopel, die Baudekoration spätantik-frühbyzantinischer Zeit in Konstantinopel, Syrien und Kleinasien sowie die Siedlungsgeschichte des Vorderen Orients insbesondere Syriens, in frühbyzantinischer Zeit.

## Schriften (Auswahl)
- Die westliche Eingangsseite der Kirchen von Konstantinopel in justinianischer Zeit: Architektonische und quellenkritische Untersuchungen. Harrassowitz, Wiesbaden 1973, ISBN 3-447-01567-5.
- Polyeuktoskirche und Hagia Sophia. Umbildung und Auflösung antiker Formen, Entstehen des Kämpferkapitells  (= Abhandlungen der Bayerischen Akademie der Wissenschaften, phil.-hist. Klasse 1984, Heft 92). Verlag der Bayerischen Akademie der Wissenschaften, München 1984, ISBN 3-7696-0087-8.
- Baudekoration im Nordsyrischen Kalksteinmassiv.
  - Band 1. Kapitell-, Tür- und Gesimsformen der Kirchen des 4. und 5. Jahrhunderts n. Chr. (= Damaszener Forschungen 5). Philipp von Zabern, Mainz 1993, ISBN 978-3-8053-1407-7.
  - Band 2. Kapitell-, Tür- und Gesimsformen des 6. und frühen 7. Jahrhunderts n. Chr. (= Damaszener Forschungen 12). Philipp von Zabern, Mainz 2002, ISBN 978-3-8053-2858-6.
- Die »Toten Städte«. Stadt und Land in Nordsyrien während der Spätantike (Sonderhefte der Antiken Welt; Zaberns Bildbände zur Archäologie). Philipp von Zabern, Mainz 1996, ISBN 978-3-8053-1840-2.
- al Andarin, das antike Androna. Oberflächenbefunde und Grabungsergebnisse: die beiden Umfassungsmauern und das Kastron Band 1, Verlag des Römisch-Germanischen Zentralmuseums, Mainz 2015, ISBN 978-3-88467-234-1.
- Als Archäologin in Syrien. Erfahrungen und Ereignisse 1971–1980 und 1997–2007. Propylaeum, Heidelberg 2022, ISBN 978-3-96929-158-0 (Digitalisat).